# Кула (община)
Вижте пояснителната страница за други значения на Кула.
Община Кула се намира в Северозападна България и е една от съставните общини на Област Видин. Общинският център е гр. Кула.

## География

### Географско положение, граници, големина
Общината е разположена в западната част на Област Видин. С площта си от 279,37 km2 заема 5-о място сред 11-те общините на областта, което съставлява 9,15% от територията на областта. Границите ѝ са следните:
- на север – община Бойница
- на изток – община Видин;
- на югоизток – община Грамада;
- на юг – община Макреш;
- на запад – Република Сърбия.

### Релеф, води
Релефът на общината е предимно слабо хълмист. Територията ѝ попада в най-западната, хълмиста част на Западната Дунавска равнина. Основната характеристика на релефа са обширните междудолинни гърбици, които са заравнени или слабо наклонени, а между тях са разположени дълбоко всечените долини на реките Тополовец и Чичилска и Калчовец (съставящи на Войнишка) и техните притоци. Като цяло теренът се понижава от югозапад на североизток. Най-високата точка на общината се намира в най-югозападната ѝ част, при събирането на границите на общината с Община Макреш и Република Сърбия – уединената височина Връшка чука – 692 m н.в., а най-ниската точка – на противоположния североизточен край, в коритото на Чичилска река – 90 m н.в.
Общината попада в два водосборни басейна – на реките Тополовец и Войнишка, които текат в широки, но дълбоки долини спрямо околния терен. Река Тополовец пресича общината от югозапад на североизток с цялото си горно и част от средното си течение. В най-северозападния край на общината, в землището на с. Големаново е изворната област на Делейнска река (ляв приток на Тополовец). В южната част, също в посока югозапад-североизток протичат реките Чичилска и Калчовец (съставящи на Войнишка) със своите средни течения. В общината има изградени два големи язовира „Полетковци“ (на Чичилска река и левият ѝ приток Добрянов дол) и „Кула“ (на река Тополовец), водите на които основно се използват за напояване. Освен тях има и няколко микроязовира („Големаново“, „Нишора“, „Извор махала“ и др.), водите на които също се използват за напояване и риболов.

## Населени места
Общината има 9 населени места с общо население 3292 жители според преброяването от 7 септември 2021 г.
| Населено място (старо име)                                              | Преброяване (от септември 2021) | По настоящ адрес (ГРАО от 15 септември 2024) | Площ (km²) | Гъстота (д/km²) |
| ----------------------------------------------------------------------- | ------------------------------- | -------------------------------------------- | ---------- | --------------- |
| Големаново                                                              | 63                              | 71                                           | 44,211     | 1.61            |
| Извор махала                                                            | 36                              | 36                                           | 25,716     | 1.4             |
| Коста Перчево (Пседерци, Костаперчово)                                  | 49                              | 41                                           | 17,263     | 2.38            |
| Кула                                                                    | 2394                            | 2553                                         | 63,738     | 40.05           |
| Полетковци                                                              | 37                              | 32                                           | 7,42       | 4.31            |
| Старопатица                                                             | 239                             | 241                                          | 41,529     | 5.8             |
| Тополовец                                                               | 267                             | 269                                          | 15,879     | 16.94           |
| Цар-Петрово (Турчин, Горни Турчин, Голям Турчин)                        | 172                             | 156                                          | 44,019     | 3.54            |
| Чичил                                                                   | 35                              | 60                                           | 19,595     | 3.06            |
| Общо за общината:                                                       | 3292                            | 3459                                         | 279,37     | 12.38           |
| Населените места с кмет са със зелен фон, а тези без кметство – с жълт. |                                 |                                              |            |                 |

### Административно-териториални промени
- Височайши доклад № 1291/обн. 07.02.1883 г. – преименува с. Турчин (Долни Турчин, Голям Турчин) на с. Цар-Петрово;
- Указ № 290/обн. 23.06.1950 г. – преименува с. Пседерци на с. Костаперчово;
- Указ № 960/обн. 4 януари 1966 г. – уточнява името на с. Костаперчово на с. Коста Перчево;
- Указ № 64/обн. 06.04.2001 г. – отделя с. Каленик и землището му от община Кула и го присъединява към община Видин.

## Население
| Община Кула                                   | Община Кула | Община Кула | Община Кула | Община Кула | Община Кула | Община Кула | Община Кула | Община Кула | Община Кула | Община Кула | Община Кула |
| --------------------------------------------- | ----------- | ----------- | ----------- | ----------- | ----------- | ----------- | ----------- | ----------- | ----------- | ----------- | ----------- |
| Година                                        | 1934        | 1946        | 1956        | 1965        | 1975        | 1985        | 1992        | 2001        | 2011        | 2021        |             |
| Население                                     | 17833       | 18176       | 17776       | 14732       | 12266       | 10116       | 8676        | 6792        | 4717        | 3292        |             |
| Източници: Национален Статистически Институт, |             |             |             |             |             |             |             |             |             |             |             |

### Население по възраст
| Население по възрастови групи към септември 2021 година | Население по възрастови групи към септември 2021 година | Население по възрастови групи към септември 2021 година | Население по възрастови групи към септември 2021 година | Население по възрастови групи към септември 2021 година | Население по възрастови групи към септември 2021 година | Население по възрастови групи към септември 2021 година | Население по възрастови групи към септември 2021 година | Население по възрастови групи към септември 2021 година | Население по възрастови групи към септември 2021 година | Население по възрастови групи към септември 2021 година | Население по възрастови групи към септември 2021 година | Население по възрастови групи към септември 2021 година | Население по възрастови групи към септември 2021 година | Население по възрастови групи към септември 2021 година | Население по възрастови групи към септември 2021 година | Население по възрастови групи към септември 2021 година | Население по възрастови групи към септември 2021 година | Население по възрастови групи към септември 2021 година |
| ------------------------------------------------------- | ------------------------------------------------------- | ------------------------------------------------------- | ------------------------------------------------------- | ------------------------------------------------------- | ------------------------------------------------------- | ------------------------------------------------------- | ------------------------------------------------------- | ------------------------------------------------------- | ------------------------------------------------------- | ------------------------------------------------------- | ------------------------------------------------------- | ------------------------------------------------------- | ------------------------------------------------------- | ------------------------------------------------------- | ------------------------------------------------------- | ------------------------------------------------------- | ------------------------------------------------------- | ------------------------------------------------------- |
| Общо                                                    | 0 – 4                                                   | 5 – 9                                                   | 10 – 14                                                 | 15 – 19                                                 | 20 – 24                                                 | 25 – 29                                                 | 30 – 34                                                 | 35 – 39                                                 | 40 – 44                                                 | 45 – 49                                                 | 50 – 54                                                 | 55 – 59                                                 | 60 – 64                                                 | 65 – 69                                                 | 70 – 74                                                 | 75 – 79                                                 | 80 – 84                                                 | 85+                                                     |
| 3292                                                    | 104                                                     | 85                                                      | 115                                                     | 118                                                     | 102                                                     | 98                                                      | 121                                                     | 129                                                     | 177                                                     | 253                                                     | 281                                                     | 255                                                     | 237                                                     | 271                                                     | 340                                                     | 294                                                     | 165                                                     | 147                                                     |

### Етнически състав
| Етноси в община Кула (2011) | Етноси в община Кула (2011) | Етноси в община Кула (2011) | Етноси в община Кула (2011) | Етноси в община Кула (2011) |
| --------------------------- | --------------------------- | --------------------------- | --------------------------- | --------------------------- |
| Етническа група             |                             |                             | процент                     |                             |
| българи                     | българи                     |                             | 97.46%                      | 97.46%                      |
| цигани                      | цигани                      |                             | 2.14%                       | 2.14%                       |
| други и неопределени        | други и неопределени        |                             | 0.26%                       | 0.26%                       |

По етническа група от общо 4575 самоопределили се (към 2011 година):
- българи: 4459
- цигани: 98
- други: 0
- неопределени: 12

## Политика
- 2019 – Владимир Неделков Владимиров (ГЕРБ) печели на втори тур с 50,84% срещу Андрей Митков Андреев (БСП) с 46,76%.
- 2015 – Владимир Неделков Владимиров (ГЕРБ) печели на втори тур с 63,49% срещу Николай Цанков Ненов (БСП) с 36,51%.
- 2011 – Владимир Неделков Владимиров (ГЕРБ) печели на втори тур с 56,17% срещу Андрей Митков Андреев (БСП) с 43,83%.
- 2007 – Марко Петров Петров (БСП) печели на първи тур с 62,02% срещу Пеко Лалов Пеков (Коалиция „Възраждане“ - НДСВ, ГЕРБ, СДС, ДСБ, ЗНС) с 29,81%.
- 2003 – Марко Петров (БСП) печели на първи тур с 51% срещу Пеко Пеков (СДС).
- 1999 – Пеко Пеков (ОДС – СДС, БЗНС, Народен съюз) печели на втори тур с 52% срещу Марко Петров (БСП).
- 1995 – Ваньо Иванов (Предизборна коалиция БСП, БЗНС Александър Стамболийски, ПК Екогласност) печели на втори тур с 53% срещу Цанко Нинков (Коалиция СДС, Народен съюз).

## Транспорт
През общината преминават частично 4 пътя от Републиканската пътна мрежа на България с обща дължина 42,4 km:
- последният участък от 27 km от Републикански път II-14 (от km 14,7 до km 27,0);
- последният участък от 1,8 km от Републикански път III-121 (от km 47,8 до km 49,6);
- началният участък от 11,9 km от Републикански път III-141 (от km 0 до km 11,9);
- началният участък от 1,7 km от Републикански път III-1401 (от km 0 до km 1,7).

## Топографска карта
- Лист от карта K-34-9. Мащаб: 1 : 100 000.
- Лист от карта K-34-10. Мащаб: 1 : 100 000.